# Adão Silva
Adão Silva (Nova Aurora, 20 de dezembro de 1937) é um político brasileiro.
Foi vereador em Goiânia entre 1963 e 1966 e deputado estadual de 1967 a 1971.